# Дерябин, Юрий Степанович
Ю́рий Степа́нович Деря́бин (3 января 1932, Карачельское, Уральская область — 1 августа 2013, Москва) — российский дипломат, политический и общественный деятель, мемуарист, руководитель Центра Северной Европы Института Европы РАН. Действительный государственный советник Российской Федерации 1 класса.

## Биография
Юрий Степанович Дерябин родился 3 января 1932 года в селе Карачельском Карачельского сельсовета Шумихинского района Уральской области, ныне село входит в Шумихинский муниципальный округ Курганской области. Сын Степана Андреевича Дерябина, в то время директора опытно-образцового совхоза «Большевик».
В 1954 году окончил международно-правовой факультет Московский государственный институт международных отношений МИД СССР. Владел финским, норвежским, шведским, английским и немецким языками.
С 1954 года работал в системе МИДа; с 1954 по 1996 годы — на дипломатической работе (в том числе: заместитель министра иностранных дел СССР.
В 1958—1986 годах был сотрудником Посольства СССР в Норвегии, Посольства СССР в Финляндии, заместителем заведующего отделом скандинавских стран министерства иностранных дел СССР.
С 1986 по 1991 годы возглавлял департамент по безопасности и сотрудничеству в Европе Министерства иностранных дел СССР, с сентября 1991 года занимал должность заместителя министра иностранных дел СССР.
После 30 лет членства в КПСС в августе 1991 года вышел из партии.
В 1992—1996 годах — чрезвычайный и полномочный посол России в Финляндии. Участвовал в подготовке проекта Договора между Российской Федерацией и Финляндской Республикой об основах отношений.
После трагических октябрьских событий 1993 года принял в Хельсинки крещение и стал прихожанином Русской православной церкви.
В 1996—1998 годах — заместитель секретаря Совета Безопасности РФ. В 1996—1998 годах принимал участие в форумах СБСЕ/ОБСЕ.
Под псевдонимом "Юрий Комиссаров" написал несколько книг о положении в Финляндии. Был одним из самых влиятельных послов России в этой стране.
С 1999 года работал в Центре Северной Европы Института Европы РАН старшим научным сотрудником, затем — руководителем Центра. Специализировался по проблемам военно-стратегической ситуации на Севере Европы, вопросам общеевропейской безопасности.
Юрий Степанович Дерябин скончался после тяжёлой продолжительной болезни 1 августа 2013 года в Москве. Похоронен <где?>.

## Награды
- Орден «Знак Почёта»
- Юбилейная медаль «За доблестный труд. В ознаменование 100-летия со дня рождения Владимира Ильича Ленина»
- Медаль «Ветеран труда»
- Большой Рыцарский крест ордена Льва Финляндии

## Семья
Отец Степан Андреевич Дерябин (1906—1993) — советский государственный и партийный деятель, начальник Главного производственного управления Урала и Западной Сибири Министерства сельского хозяйства РСФСР, депутат Верховного Совета РСФСР.
Юрий Степанович Дерябин был женат, воспитал двоих сыновей.